# التواليق بني سعيد (كشر)

تعديل مصدري - تعديل

التواليق بني سعيد هي إحدى قرى عزلة انهم الغرب بمديرية كشر التابعة لمحافظة حجة، بلغ تعداد سكانها 213 نسمة حسب تعداد اليمن لعام 2004.